# Красюк, Дементий Яковлевич
Дементий Яковлевич Красюк (7 августа 1913, село Кирилловка Киевской губернии, теперь село Шевченково Звенигородского района Черкасской области — 1975, город Краснодар Краснодарского края, Российская Федерация) — советский деятель, журналист, ответственный редактор газеты «Правда Украины». Депутат Верховного Совета УССР 3-го созыва.

## Биография
Родился в многодетной бедной крестьянской семье. До окончания семилетней школы жил с родителями, работал в сельском хозяйстве. С 14 лет писал для районной газеты.
В 1927—1930 годах — студент Корсунского педагогического техникума. Одновременно работал на заводе.
С 1930 года — на журналистской работе. Сначала работал в вечерней газете «Сталинский рабочий» в городе Сталино и вел детские передачи на Донецком областном радио.
В 1937—1939 годах — в Красной армии, служил механиком-водителем 8-го танкового батальона 8-й танковой бригады РККА.
После демобилизации вернулся в Донбасс и до 1941 года работал заместителем редактора газеты «Пионер Донбасса», собственным корреспондентом всесоюзной газеты «Пионерская правда», ответственным секретарем газеты «Комсомолец Донбасса».
Член ВКП(б) с апреля 1941 года.
В 1941—1943 годах — в Красной Армии, участник Великой Отечественной войны. В июле 1941 года добровольно ушел на фронт, скрыв от медкомиссии, что болен туберкулезом. Служил командиром танка, политическим комиссаром танкового подразделения 19-го танкового полка. Воевал на Юго-Западном, Западном и Волховском фронтах. После контузии был направлен в резерв Главного политического управления Красной армии. С марта 1942 года работал инструктором редакции газеты «Атака» 376-й стрелковой дивизии Ленинградского фронта. В 1942 году болезнь обострилась, Красюк лечился в военном госпитале в городе Горьком, а в 1943 году был демобилизован.
В 1943 году — заместитель председателя исполнительного комитета районного совета депутатов трудящихся в Курганской области РСФСР.
В сентябре 1943 — ноябре 1945 года — заведующий отделом партийной жизни Сталинской областной газеты «Социалистический Донбасс».
В ноябре 1945 — июле 1948 года — ответственный редактор Сталинской областной украиноязычной газеты «Радянська Донеччина».
В 1947 году окончил годичные курсы редакторов газет при ЦК ВКП(б) в Москве. В 1947 году заочно окончил Высшую партийную школу при ЦК ВКП(б).
В июле 1948 — июле 1950 года — ответственный редактор Сталинской областной газеты «Социалистический Донбасс».
В июле 1950—1953 года — ответственный редактор республиканской газеты «Правда Украины».
В 1953 — феврале 1975 г. — ответственный редактор Краснодарской краевой газеты «Советская Кубань». В 1959 году был избран председателем Краснодарской краевой организации Союза журналистов СССР.
В 1961–1962 годах – заместитель председателя Краснодарского крайисполкома. 
Умер в Краснодаре 26 февраля 1975 года.

## Звание
- политрук

## Награды
- орден Октябрьской Революции
- 4 ордена Трудового Красного Знамени (1958)
- орден «Знак Почета» (23.01.1948)
- медали